# Stictopisthus srinaraini
Stictopisthus srinaraini är en stekelart som först beskrevs av Gupta 1957.  Stictopisthus srinaraini ingår i släktet Stictopisthus och familjen brokparasitsteklar. Inga underarter finns listade i Catalogue of Life.